# 아마리 도라야스
아마리 도라야스(일본어: 甘利虎泰, 생년 미상 ~ 1548년 음력 2월 14일)는 센고쿠 시대의 무장이다. 다케다씨의 가신이며, 다케다 이십사장, 노부토라 시대의 다케다 사천왕의 한 사람이기도 하다.
본성은 겐지로, 가계는 세이와 겐지의 분파인 가와치 겐지의 방계 가이 겐지 이치조 다다요리(一条忠頼)의 계통을 이어받은 다케다 씨의 서류에 해당한다. 가이국 고마 군 아마리 향(甘利郷, 야마나시현 니라사키시 아사히 정旭町 부근)을 영유했다고 생각된다.

## 생애
이타가키 노부카타, 오부 도라마사, 하라 도라타네와 함께 다케다 노부토라에게 사관했다. 1541년(덴분 10년)의 다케다 하루노부에 의한 노부토라 추방의 주도적 역할을 완수한 다케다 가의 슈쿠로로서, 《가이 국지(甲斐国志)》에 의하면 최고직위 '료시키(両職)'를 맡았던 후다이 가신(譜代家臣)이라 여겨진다. 그러나 노부토라 시기의 내역이나 행정 책임자로서의 실무가 보이는 사료는 적고, 사료 상에서 처음 보이는 것은 《고하쿠사이키(高白斎記)》의 기사로 1542년(덴분 11년) 11월 고후(甲府)에 저택을 신축했을 때와 다음해인 1543년 (덴분 12년)의 스와군 우에하라성 성주대리인 이타가키 노부카타에게 하루노부의 명령을 전하는 사자로 갔을 때, 니시 군(西郡) 다카오지(鷹尾寺, 미나미코마군 마스호 정)에 금제를 내릴 때의 문서가 보일 뿐이다.
《고요군칸(甲陽軍鑑)》은 도라야스를 '오기와라 히타치노스케(荻原常陸介, 노부토라의 군사)에게 뒤지지 않는 굳센 무사'라고 평하고 있고, 야마모토 간스케(山本勘助)도 도라야스의 훌륭한 지휘 모습을 감탄하고 있다. 《군칸》이나 《다케다 삼대 군략(武田三代軍略)》 등의 군기물에 의하면, 노부토라 시대인 1538년(덴분 7년)에 스와씨, 오가사와라씨가 가이에 침공했던 니라사키 전투(韮崎の戦い)에서 2번의 전투로 공적을 거두었고, 하루노부가 가독을 이은 직후에 스와 씨, 오가사와라 씨, 무라카미 씨가 침공해 온 1542년의 세자와 전투(瀬沢の戦い)에서도 분전했다고 한다. 그러나 이들 전투는 실재 자체가 의심되고 있다.
1547년(덴분 16년), 사쿠 군 북부의 시가 성 공격에 참가한다. 간토 간레이 우에스기 노리마사(上杉憲政)가 배후로 원군을 파견하자 도라야스는 이타가키 노부카타와 함께 별동대를 편성하여 영격하여, 오타이하라 전투에서 대승을 거두어 이들을 물리쳤다.
1548년(덴분 17년) 3월 23일에 다케다 하루노부가 지이사가타 군에 침공하여 무라카미 요시키요와 싸운 우에다하라 전투에서, 이타가키 노부카타를 죽이고 기세가 오른 무라카미 군으로부터 하루노부를 지키다가 하지카네 덴에몬 등과 함께 전사했다.

### 후손
자민당의 중의원 의원으로, 아소 내각에서 내각부 특명담당대신을 맡았던 아마리 아키라는 자손 중 한 사람이다.

## 참고 문헌
- 柴辻俊六編 《武田信虎のすべて》 (新人物往来社, 2007년) ISBN 4-404-03423-7
- 近衛竜春 《武田家臣団》 (学研, 2006년) ISBN 4-05-901191-6
- 《闘神武田信玄―戦国最強・甲州軍団の激闘》 (学研, 2006년) ISBN 4-05-604397-3
- 柴辻俊六編 《武田信玄大事典》 (新人物往来社, 2000년) ISBN 4-404-02874-1
- 野澤公次郎《武田二十四将略伝》 (武田神社, 1993년)
- 《風林火山―信玄の戦いと武田二十四将》 (学習研究社, 1988년) ISBN 4-05-105143-9

### 소설
- 岩井 三四二 《二千人返せ》 (光文社 《難儀でござる》 수록)